# Henry Giroux
Henry Armand Giroux (Providence, Rhode Island  18 de septiembre de 1943) es un crítico cultural estadounidense y uno de los teóricos fundadores de la pedagogía crítica en dicho país. Es bien conocido por sus trabajos pioneros en pedagogía pública, estudios culturales, estudios juveniles, enseñanza superior, estudios acerca de los medios de comunicación, y la teoría crítica.
Su obra ilustra un número de tradiciones teóricas que se extienden desde Marx hasta Paulo Freire y Zygmunt Bauman. Es también un férreo defensor de la democracia radical y se opone las tendencias antidemocráticas del neoliberalismo, el militarismo, el imperialismo, el fundamentalismo religioso, y los ataques que ocurren bajo el estado neoliberal sobre el salario social, la juventud, el pobre, y la enseñanza pública y superior. Su trabajo más reciente se enfoca en la pedagogía pública, la naturaleza del espectáculo y los nuevos medios de comunicación, y la fuerza política y educativa de la cultura global. Sus escritos han ganado muchos premios y escribe para una gama de fuentes públicas y estudiantiles.

## Biografía
Henry Giroux nació el 18 de septiembre de 1943, en Providence, Rhode Island, hijo de Armand y Alice Giroux (emigrantes canadienses). De 1968 a 1975 trabajó en un instituto de educación secundaria en Barrington, Rhode Island. Después de recibir su doctorado en la Universidad Carnegie Mellon en 1977, se volvió docente de educación en la Universidad de Boston entre 1977 y 1983. En 1983 se convirtió en profesor de educación y renombrado scholar in residence (investigador visitante) en la Universidad de Miami, en Oxford, Ohio, donde también ocupó el puesto de director del Center for Education and Cultural Studies (Centro para la Educación y Estudios Culturales). Se trasladó a la Universidad Estatal de Pensilvania donde asumió la cátedra de profesorado Waterbury de 1992 a mayo de 2004. También sirvió como director del Waterbury Forum in Education and Cultural Studies (Foro Waterbury en Educación y Estudios Culturales). Se mudó a Hamilton, Ontario para trabajar en la Universidad McMaster en mayo de 2004, donde actualmente ostenta la cátedra de Cadenas globales de televisión en la carrera de ciencias de la comunicación. En mayo de 2005 la Universidad Memorial de Canadá le concedió un doctorado honorario en letras.
Giroux actualmente está casado con Susan Searls Giroux, anteriormente Susan Monet Searls.

## Aportes a la Pedagogía Crítica
Giroux considera la  pedagogía liberadora como un vehículo para la construcción de la razón crítica que le permita a los ciudadanos romper con lo predefinido, es decir, que sean capaces de tomar una posición crítica frente a la sociedad y su dominación existente a causa del seguimiento de las pedagogías tradicionales.
Uno de los aspectos que más resalta Giroux, a propósito de la enseñanza, es la noción de alfabetización; ésta debe concebirse como un medio constitutivo para la participación de los individuos en la sociedad y en la acción política. Dicha concepción va de la mano con la de Paulo Freire (1978) quien ha definido y usado su teoría de la alfabetización para criticar el proceso de la reproducción cultural vinculando simultáneamente la noción de la producción cultural en el proceso de la reflexión crítica y la acción social. "Tanto la alfabetización como la escolarización misma son parte de un fenómeno político, y en parte representan un terreno epistemológico asediado en el que diferentes grupos sociales luchan por la forma en que ha de ser expresada, reproducida y resistida" (Foucault, 1972).
Partiendo de lo anterior, Giroux critica el discurso convencional a propósito de la alfabetización, ya que este la define en términos mecánicos y/o funcionales; la concibe como la simple adquisición de ciertas habilidades relacionadas con el lenguaje escrito y la sumerge en la lógica y las necesidades del capital, midiendo su valor según la demanda de dichas habilidades de lectura y escritura necesarias para el crecimiento del sector trabajo. "Consecuentemente, la alfabetización en términos convencionales ha caído bajo el peso de la ideología operacional que da forma y legitima a la lógica de la sociedad dominante" (Giroux,1997).

### Ideologías que soportan la noción de alfabetización
Henry Giroux expone que: "cualquier análisis de la noción de alfabetización tiene que comenzar identificando los supuestos y las prácticas que la atan a configuraciones específicas de conocimiento, ideología y poder". De este modo se deberían analizar las propuestas pedagógicas de alfabetización a la luz de su ideología porque ésta representa la interacción dialéctica entre las escuelas y los intereses políticos y económicos que gobiernan a la sociedad dominante.
De acuerdo con lo anterior, el autor distingue tres ideologías básicas que caracterizan los diferentes acercamientos a la alfabetización:
1. Ideología Instrumental: Giroux plantea que bajo la perspectiva de la ideología instrumental, en relación con la alfabetización, no existe una relación dialéctica entre: conocimiento, habilidades y sujeto humano. “En este planteamiento, al conocimiento y a las habilidades se les concede alta prioridad como elementos objetivos libres de valoración en el proceso de la alfabetización[2]". Así mismo, esta perspectiva relega a los estudiantes a un papel relativamente pasivo en el proceso pedagógico, por lo tanto la participación de los mismos es prácticamente ignorada.
2. Ideología Interaccionista: Dado que el conocimiento es consentido como una construcción social, el aprendizaje es visto como la interacción dialéctica entre el individuo y el mundo que lo rodea. La problemática central que subyace a la ideología interaccional es la observación de cómo los estudiantes construyen el significado; el principal interés de esta perspectiva es el de recobrar al sujeto y a las dimensiones humanas del conocimiento.
3. Ideología Reproductiva: “La ideología de la reproducción toma como preocupación esencial la pregunta de cómo un sistema social se reproduce a sí mismo y cómo se constituyen ciertas formas de subjetividad dentro de tal contexto.” (Giroux 1997) La principal diferencia entre esta ideología y las dos anteriores es la concepción de la relación entre el individuo y la sociedad; mientras que las dos primeras ven dicha relación en términos conservadores y/o problemáticos, ésta la considera saturada de dominación y conflicto. Conceptos como poder, cultura, resistencia y cambio son elementos teóricos centrales en el enfoque de la reproducción en la escolarización, ya que los teóricos de la reproducción han intentado aclarar cómo se inscribe la ideología dominante en la cultura de la escuela y cómo la forma y contenido de tal ideología son mantenidos y resistidos en el discurso interno del currículo y en las relaciones antagónicas vividas que conforman la cultura escolar. (Giroux 1997)

Por otro lado, Giroux menciona que: "el analfabetismo no es meramente la incapacidad de leer y escribir, sino también un marcador cultural para especificar formas de diferencia dentro de la lógica de la teoría de la privación cultural".

## Logros
- Siete libros de Giroux han sido elegidos como libros importantes del año por la Asociación Americana de Estudios Educativos.
- Fue nombrado estudiante distinguido en la Universidad de Miami.
- Ganó el Premio al Profesor Invitado Distinguido en el curso 1987-1988 en la Universidad de Misuri - Kansas City.
- Entre 1992 y 1994 fue titular de la dirección de profesorado de Waterbury Chair Professorship en la Universidad Estatal de Pensilvania.
- Fue galardonado con la Dirección de profesorado invitado de la Universidad Northeastern en 1995.
- Obtuvo una beca de investigación en la Universidad Metropolitana de Tokio en agosto de 1995.
- Fue elegido para formar parte del cuadro de honor de la hermandad Kappa Delta Pi en enero de 1998.
- Fue galardonado con una distinción de lector invitado en educación del arte en el Escuela del Instituto de Arte de Chicago en 1998 y 1999.Obtuvo el premio escolar de investigación del Centro Getty en 2000.
- Fue elegido como Profesor visitante distinguido en la Universidad McMaster en 2001.
- Fue nombrado uno de los 50 mejores pensadores educacionales del periodo moderno en Cincuenta Pensadores Modernos en Educación: Desde Piaget a la Actualidad como parte de la serie de publicaciones de guías clave de Routledge (2002).
- Ganó el Premio James L. Kinneavy por el artículo más destacado publicado en JAC en 2001, que fue presentado por la Asociación de Profesores de Composición Avanzada en la Conferencia del Colegio de Composición y Comunicación de Chicago en marzo de 2002.
- Fue elegido como el becario invitado de Barstow Visiting Scholar para el 2003 en la Universidad Estatal de Saginaw Valley.
- En 2005 fue galardonado como Doctor Honorario de Letras por la Universidad Memorial de Terranova.
- Ha escrito más de 35 libros, publicado más de 200 artículos y cientos de capítulos en libros de otros, artículos en revistas, etc.

### Libros editados
- Curriculum and Instruction: Alternatives in Education. Eds. A. Penna, H.A. Giroux and W. Pinar [1981]
- The Hidden Curriculum and Moral Education. Eds. Henry A. Giroux and David Purpel [1983]
- Critical Pedagogy, the State, and the Struggle for Culture. Eds. Henry A. Giroux and Peter McLaren [1989]
- Popular Culture, Schooling & Everyday Life. Eds. Henry A. Giroux and Roger Simon [1989]
- Postmodernism, Feminism and Cultural Politics: Rethinking Educational Boundaries. Ed. Henry A. Giroux [1991]
- Between Borders: Pedagogy and Politics in Cultural Studies. Eds. Henry A. Giroux and Peter McLaren. [1994]
- Cultural Studies and Education: Towards a Performative Practice. eds. Henry A. Giroux and Patrick Shannon [1997]
- Beyond the Corporate University: Pedagogy, Culture, and Literary Studies in the New Millennium. Eds. Henry A. Giroux and Kostas Myrsiades [2001]

### Libros editados en español
- Los profesores como intelectuales: hacia una pedagogía crítica del aprendizaje, Paidós, Barcelona, 1990
- Igualdad educativa y diferencia cultural, El Roure, Barcelona, 1992
- Teoría y Resistencia en Educación. Una pedagogía para la oposición. Siglo XXI Editores. 1992
- La escuela y la lucha por la ciudadanía. Siglo XXI, México D.F. 1993
- Placeres inquietantes: aprendiendo la cultura popular, Paidós, Barcelona, 1996
- Cruzando límites. Trabajadores culturales y políticas educativas, Paidós, Barcelona, 1997
- Sociedad, cultura y educación (con Peter McLaren), Miño y Dávila Editores, Madrid, 1999
- El ratoncito feroz: Disney o el fin de la inocencia, Fundación Germán Sánchez Ruipérez, Madrid, 2001
- Cultura, política y práctica educativa, Graó, Barcelona, 2001
- La inocencia robada, Morata, Madrid, 2003
- Cine y entretenimiento. Elementos para una crítica política del filme, Paidós, Barcelona, 2003.
- Pedagogía y política de la esperanza, Amorrortu, 2004
- Pedagogía crítica, estudios culturales y democracia radical. Popular. Madrid, 2005.